# ラウカフリシン β-グルコシダーゼ
ラウカフリシン β-グルコシダーゼ(Raucaffricine beta-glucosidase、EC 3.2.1.125)は、以下の化学反応を触媒する酵素である。
ラウカフリシン + 水{\displaystyle \rightleftharpoons }D-グルコース + ボミレニン
従って、この酵素の基質はラウカフリシンと水の2つ、生成物はD-グルコースとボミレニンの2つである。
この酵素は加水分解酵素、特にO-及びS-グリコシル化合物加水分解酵素に分類される。系統名は、ラウカフリシン β-D-グルコヒドロラーゼ(raucaffricine beta-D-glucohydrolase)である。その他、raucaffricine beta-D-glucosidase、raucaffricine glucosidase等とも呼ばれる。この酵素は、インドール及びトコンアルカロイドの生合成に関与している。